# Piața Unică Europeană
Piața unică europeană, piața internă sau piața comună este o piață unică care urmărește să garanteze libera circulație a bunurilor, capitalului, serviciilor și forței de muncă - „cele patru libertăți” - în cadrul Uniunii Europene (UE). Piața cuprinde cele 27 de state membre ale UE și a fost extinsă, cu excepții, la Islanda, Liechtenstein și Norvegia prin Acordul privind Spațiul Economic European, Elveția prin tratate bilaterale și Regatul Unit pe durata perioadei sale de tranziție. așa cum este specificat în acordul de retragere Brexit.

## Semnificația Pieței Comune
Uniunea vamală (eliminarea taxelor între statele membre și fixarea unor tarife externe comune), piața internă (anularea, între statele membre, a obstacolelor față de cele patru libertăți fundamentale: libera circulație a persoanelor, bunurilor, serviciilor și a capitalului), libera concurență (asigurarea evoluției firești a concurenței în piața internă) și politica comercială comună (cea mai importantă distincție între noțiunea de piață comună și zona de comerț liber). 

## Piața Unică Europeană
Prin Tratatul de la Maastricht din 1992 este introdus conceptul de Piața Unică Europeană și intră în vigoare în anul 1993. Deseori se distinge Piața Unică Europeană drept o formă mult mai integrată a Pieței Comune. În mod comparativ, Piața Unică Europeană e mult mai centrată în a elimina barierele fizice, tehnice și fiscale între statele membre. Astfel de bariere îngrădesc libera circulație a factorilor de producție. 
Concurența creată de Piata Unică a îmbunătățit, de asemenea, concurența la nivel de calitate, a lărgit oferta și a favorizat o sensibilă diminuare a prețurilor. De-a lungul timpului, țările Uniunii Europene au fost încurajate să liberalizeze piețele monopoliste. Piața Unică Europeană sau Piața Internă este cea mai mare piață a lumii, cu un număr estimat la 370 de milioane de consumatori si care oferă numeroase avantaje economice. 
Piața Unică Europeană reprezintă un factor esențial pentru integrarea economiei internaționale, dar și spațiul prin care se realizeaza obiectivele comune țărilor care constituie acest ansamblu. Astăzi cele 27 de țări formează o piață internă cu importante prospective de creștere și dezvoltare 
„Piața unică a schimbat fundamental Europa. Productia, distribuția și schimbul de bunuri, servicii și capital sunt acum reglementate predominant la nivel european. Regimul are atât caracteristici de dereglementare,cât și de reglementare. Dereglementarea este determinată de principiul recunoașterii reciproce și al politicii de concurență a UE, care a condus la liberalizarea majorității sectoarelor economiei europene. Politicile de reglementare ale UE impun costuri pentru producători și protejează valorile și interesele ecologiștilor și ale consumatorilor.”

## Cele patru libertăți

### Libera circulație a persoanelor
Esența acestei libertăți constă în eliminarea tuturor discriminărilor între cetățenii unui stat membru și cetățenii celorlalte state membre, ce stau sau muncesc pe teritoriul statului respectiv. Aceste discriminări se referă la condițiile de intrare, deplasare, recunoașterea pe bază de reciprocitate a calificărilor și a diplomelor dobândite pe teritoriul statului ai cărui cetățeni sunt, precum și condițiile de muncă, angajare sau remunerație.
Conform Directivei 2004/38/EC, ca afirmație generală, șederea liberă a unui cetățean european și a membrilor săi de familie într-un alt stat al UE durează maxim trei luni.
De asemenea, statele UE pot interzice intrarea pe teritoriul lor a cetățenilor din alte state UE care reprezintă un pericol pentru sănătatea publică, siguranța publică sau al căror acces este interzis printr-o măsură de administrație publică.
„În țările membre ale Spațiului Schengen, cetățenii români au dreptul legal de ședere o perioadă de 90 zile într-un interval de 6 luni, potrivit articolul 20, paragraful 1, din Convenția de aplicare a Acordului Schengen.  Pot fi făcute mai multe călătorii în acest interval, dar totalul zilelor de ședere nu trebuie sa depășească 90, de la data primei intrări în Spațiul Schengen.

După consumarea celor 90 zile, cetățeanul român are obligația de a părăsi Spațiul Schengen, putând reintra, la finalul perioadei celor 6 luni, calculate de la data primei intrări.”—Poliția de frontieră, România
Pentru șederea de mai mult de trei luni trebuiesc îndeplinite condițiile de la Art. 7 al directivei. Acesta prevede că au drept de ședere cetățenii Uniunii Europene care îndeplinesc unul din punctele (a), (b) sau (c) și membrii lor de familie, conform punctului (d):
a) cei care muncesc (legal, adică având drept de muncă) sau sunt self-employed (persoană fizică autorizată) în statul respectiv;
b) au suficiente resurse materiale pentru ei și membrii lor de familie pentru a nu constitui o povară pentru sistemul de asistență socială al statului respectiv și au totodată o asigurare medicală cuprinzătoare;
c) - sunt înscriși ca studenți la o unitate de învățământ publică sau privată acreditată sau finanțată de statul respectiv, inclusiv în învățământul profesional, și
- au o asigurare medicală cuprinzătoare și asigură totodată statul respectiv printr-o declarație sau alt mijloc echivalent că au suficiente resurse materiale pentru ei și membrii lor de familie pentru a nu constitui o povară pentru sistemul de asistență socială al statului respectiv pe durata șederii lor;
d) sunt membri de familie ai unui cetățean al Uniunii care îndeplinește condițiile de la punctele (a), (b) sau (c).
Conform art. 14, dacă cetățenii europeni și membrii lor de familie au intrat în statul gazdă pentru a căuta de muncă, ei nu vor fi expulzați dacă dovedesc că ei continuă să-și caute de muncă și că au o șansă reală de a fi angajați, cu excepția cazurilor prevăzute de măsuri de administrare publică, de siguranță publică sau de sănătate publică.
Unele state impun cererea unui document de ședere într-un anumit număr de zile de la intrarea în tara respectivă într-un scop de ședere care cade sub art. 7. A nu-l cere la timp poate fi pedepsit cu amendă sau reținere (detenție), dacă dreptul acelui stat prevede acest lucru. 
A comite infracțiuni grave sau a primi ajutor social (peste 50% din venit) constituie temeiuri de expulzare. Cel din urmă temei nu se aplică azilanților recunoscuți și rezidenților pe termen lung ai UE. Expulzarea cetățenilor europeni dintr-un stat al UE poate fi contestată în trei instanțe înainte de rămâne definitivă.
Dovedirea cetățeniei europene se face în baza pașaportului sau buletinului de identitate, care constituie documente de călătorie (permisul de conducere și documentul de ședere nu constituie dovezi ale cetățeniei). Legitimarea cu documentul de ședere se poate face doar în statul în care a fost emis, în restul țărilor UE el are doar valoare de viză de intrare în statul care l-a emis sau de viză Schengen în cazul emiterii de către un stat membru al Acordului de la Schengen.
Cei care au permis de rezident pe termen lung al Uniunii Europene îl pot preschimba pe un nou permis de rezident pe termen lung al Uniunii Europene, emis de statul în care se mută, cu condiția să aibă un scop de ședere permanentă recunoscut de lege. Acest permis conferă drept de muncă și drept la ajutor social în statul care l-a emis. Danemarca, Irlanda și Marea Britanie nu participă la preschimbarea acestor permise.
Cetățenii români (și bulgari) care au muncit în mod legal timp de 12 luni neîntrerupt (cu excepția vacanțelor legale sau a concediului de boală/maternitate) ca angajați într-un stat al UE primesc liber la muncă în respectivul stat. Acest drept se pierde la părăsirea statului respectiv.
„(8) Pe durata suspendării aplicării articolelor 1 - 6 din Regulamentul (CEE) nr. 1612/68 în temeiul alineatelor (2) - (5) și (7) de mai sus, în ceea ce privește dreptul membrilor familiilor lucrătorilor de a accede la un loc de muncă, se aplică articolul 23 din Directiva 2004/38/CE în România cu privire la resortisanții actualelor state membre și în actualele state membre cu privire la resortisanții români, în următoarele condiții:

— soțul unui lucrător și descendenții acestora care nu depășesc vârsta de 21 de ani sau care se află în întreținerea acestora, care locuiesc legal împreună cu lucrătorul pe teritoriul unui stat membru la data aderării, beneficiază, după aderare, de acces imediat pe piața forței de muncă din acel stat membru. Această dispoziție nu se aplică membrilor familiei unui lucrător care a fost admis legal pe piața forței de muncă din acel stat membru pentru o perioadă de mai puțin de 12 luni;
— soțul unui lucrător și descendenții acestora care nu depășesc vârsta de 21 de ani sau care se află în întreținerea acestora, care locuiesc legal împreună cu lucrătorul pe teritoriul unui stat membru la o dată ulterioară aderării, dar în cursul perioadei de aplicare a dispozițiilor tranzitorii stabilite mai sus, beneficiază de acces pe piața forței de muncă din respectivul stat membru în cazul în care au locuit în acel stat membru cel puțin optsprezece luni sau din al treilea an după data aderării, oricare din aceste date intervine prima în ordine cronologică.

Aceste dispoziții nu aduc atingere măsurilor mai favorabile, indiferent dacă acestea sunt de drept intern sau rezultă din acorduri bilaterale.”—Jurnalul Oficial al Uniunii Europene, ANEXA VII. Lista menționată la articolul 20 din protocol: măsuri tranzitorii, România
Începând cu 1 ianuarie 2014, cetățenii români au primit liber la muncă în 28 de țări ale UE (toate țările UE, inclusiv Croația).

### Libera circulație a mărfurilor
Mărfurile care traversează frontierele interne ale Comunității Europene nu mai sunt supuse controalelor de la 1 ianuarie 1993. Libera circulație în interiorul Uniunii presupune:
- interzicerea taxelor vamale și a taxelor cu efect echivalent între statele membre,
- adoptarea unui tarif vamal comun în schimburile comerciale dintre statele membre și țările terțe,
- eliminarea restricțiilor cantitative și a măsurilor cu efect echivalent și
- reorganizarea monopolurilor de stat.

Aceste măsuri sunt menite să contopească cele 25 de piețe naționale ale statelor membre într-o zonă economică unică, în care mărfurile Comunității să circule libere în condiții similare celor de pe piețele naționale.

### Libera circulație a serviciilor
Prin libera circulație a serviciilor se elimină restricțiile privind libertatea de a presta servicii în cadrul Comunității cu privire la resortisanții statelor membre stabiliți într-un alt stat al Comunității decât cel al beneficiarului serviciilor.
În înțelesul Tratatului de la Roma, sunt considerate servicii prestațiile furnizate în mod obișnuit în schimbul unei remunerații, în măsura în care nu sunt reglementate de dispozițiile referitoare la libera circulație a mărfurilor, a capitalurilor și a persoanelor.
Serviciile cuprind în special:
- activități cu caracter industrial,
- activități cu caracter comercial,
- activități meșteșurgărești și
- activități prestate în cadrul profesiunilor liberale.

### Libera circulație a capitalurilor
În măsura necesară bunei funcționări a pieței comune, statele participante elimină treptat în relațiile dintre ele, restricțiile impuse circulației capitalurilor aparținând rezidenților statelor membre, precum și tratamentul discriminatoriu în baza cetățeniei ori naționalității sau a reședinței ori sediului social al părților sau a locului plasamentului de capital. La încheierea perioadelor de tranziție solicitate de statele aderente, nu se mai aplică nici un fel de restricții plăților curente aferente circulației capitalurilor între statele membre.

## Legături externe
- European Union: internal market